# Statyka budowli
Statyka budowli zajmuje się obliczaniem liniowo sprężystych konstrukcji budowlanych, poddanych obciążeniom niezmiennym w czasie. Z obliczeniowego punktu widzenia wyróżnia się konstrukcje statycznie wyznaczalne i niewyznaczalne, przy czym tych określeń używa się tylko w przypadku konstrukcji prętowych, gdyż tylko dla tych konstrukcji liczba więzów kinematycznych ma wartość skończoną.
Obliczanie konstrukcji płytowych, tarczowych i powłokowych, odbywa się na podstawie odpowiednich równań teorii sprężystości.